# Albert Reynolds

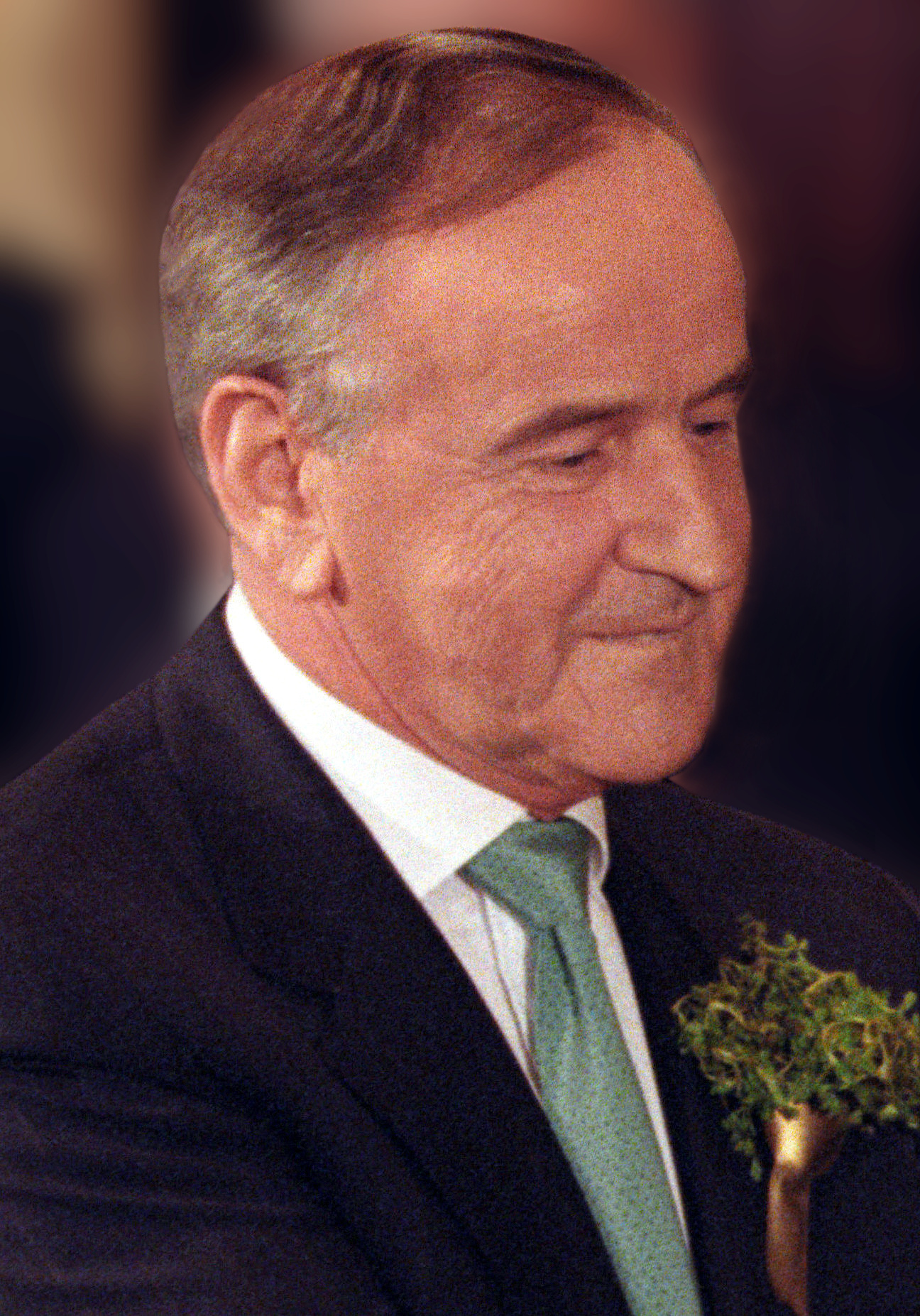
Albert Reynolds

Albert Reynolds, född 3 november 1932 i Roosky i County Roscommon, död 21  augusti 2014 i Dublin, var Republiken Irlands taoiseach (premiärminister) 1992–1994 och partiet Fianna Fáils ordförande under samma period.
Reynolds satt i Oireachtas' (Irlands parlament) underhus Dáil Éireann mellan åren 1977 och 2002. Före sin tid som taoiseach hade Reynolds verkat som bl.a. finansminister, handelsminister, industriminister och kommunikationsminister i Irland.